# Résolution ES-11/4 de l'Assemblée générale des Nations unies
 (avril 2024).
La mise en forme du texte ne suit pas les recommandations de Wikipédia : il faut le « wikifier ».
Les points d'amélioration suivants sont les cas les plus fréquents. Le détail des points à revoir est peut-être précisé sur la page de discussion.
- Les titres sont pré-formatés par le logiciel. Ils ne sont ni en capitales, ni en gras.
- Le texte ne doit pas être écrit en capitales (les noms de famille non plus), ni en gras, ni en italique, ni en « petit »…
- Le gras n'est utilisé que pour surligner le titre de l'article dans l'introduction, une seule fois.
- L'italique est rarement utilisé : mots en langue étrangère, titres d'œuvres, noms de bateaux, etc.
- Les citations ne sont pas en italique mais en corps de texte normal. Elles sont entourées par des guillemets français : « et ».
- Les listes à puces sont à éviter, des paragraphes rédigés étant largement préférés. Les tableaux sont à réserver à la présentation de données structurées (résultats, etc.).
- Les appels de note de bas de page (petits chiffres en exposant, introduits par l'outil «  Source ») sont à placer entre la fin de phrase et le point final[comme ça].
- Les liens internes (vers d'autres articles de Wikipédia) sont à choisir avec parcimonie. Créez des liens vers des articles approfondissant le sujet. Les termes génériques sans rapport avec le sujet sont à éviter, ainsi que les répétitions de liens vers un même terme.
- Les liens externes sont à placer uniquement dans une section « Liens externes », à la fin de l'article. Ces liens sont à choisir avec parcimonie suivant les règles définies. Si un lien sert de source à l'article, son insertion dans le texte est à faire par les notes de bas de page.
- La présentation des références doit suivre les conventions bibliographiques. Il est recommandé d'utiliser les modèles {{Ouvrage}}, {{Chapitre}}, {{Article}}, {{Lien web}} et/ou {{Bibliographie}}. Le mode d'édition visuel peut mettre en forme automatiquement les références.
- Insérer une infobox (cadre d'informations à droite) n'est pas obligatoire pour parachever la mise en page.

Pour une aide détaillée, merci de consulter Aide:Wikification.
Si vous pensez que ces points ont été résolus, vous pouvez retirer ce bandeau et améliorer la mise en forme d'un autre article.
La résolution ES-11/4 de l'Assemblée générale des Nations unies est la quatrième résolution de la onzième session extraordinaire d'urgence de l'Assemblée générale des Nations unies, adoptée le 12 octobre 2022, à la suite de la résolution ES-11/3 qui a été adoptée le 7 avril 2022.
Dans sa résolution ES‑11/4, l'Assemblée générale déclare que les simulacres de référendums organisés dans les oblasts ukrainiens de Donetsk, Kherson, Louhansk et Zaporizhzhia, qui se sont déroulés dans des circonstances controversées et non reconnus par la communauté internationale, ainsi que leur annexion ultérieure par la Russie, sont illicites et nuls au regard du droit international. Elle appelle tous les États à ne pas reconnaître ces territoires comme faisant partie de la Russie. En outre, elle exige que la Russie « se retire immédiatement, complètement et sans condition » du territoire internationalement reconnu de l'Ukraine, car les actions de la première viole l'intégrité territoriale et la souveraineté de la dernière.
La résolution a été adoptée avec une large majorité de 143 voix pour, 5 contre et 35 abstentions.
Cette résolution a obtenu plus de voix en faveur de la condamnation des actions de la Russie que la résolution ES-11/1, la résolution initiale sur l'agression russe contre l'Ukraine qui exigeait que la Russie retire ses forces d'Ukraine.

## Arrière-plan
Du 23 au 27 septembre 2022, la Russie a organisé des opérations électorales qu'elle dit être des « référendums » dans les régions ukrainiennes de Donetsk, Kherson, Louhansk et Zaporizhzhia, portant sur le rattachement desdites régions à la fédération de Russie. Ces opérations sont largement considérées comme des référendums simulés.
À la suite de ces référendums, le 30 septembre 2022, président de la fédération de Russie a déclaré et décrété que ces quatre régions seraient annexées à la Russie. Au moment de l’annonce, la Russie ne contrôlait que partiellement les régions qui devaient être annexées,.
Le 30 septembre 2022, la Russie a utilisé son droit de veto au Conseil de sécurité des Nations unies pour bloquer la résolution déclarant les référendums contestés et l'annexion ultérieure comme illicites au regard du droit international. Selon les procédures nouvellement adoptées, le recours au veto au Conseil de sécurité déclenche une réunion de l'Assemblée générale des Nations unies, qui reprend sa onzième session extraordinaire d'urgence. Au cours de la réunion de l'Assemblée générale, le projet de résolution sous-jacent à l'ES-11/4, qui est ES-11/5, a été présenté et adopté,.

## Proposition de vote à bulletin secret
Avant le vote de la résolution, la Russie a demandé que la mesure soit votée au scrutin secret, arguant que les pays auraient des difficultés à tenir certaines positions en public. La proposition russe a été rejetée par l'Assemblée générale par 107 voix pour, 13 contre et 39 abstentions. Un vote au scrutin secret sur une résolution aurait été très inhabituel dans la mesure où les votes aux Nations unies sont généralement publics.

## Vote
Le 12 octobre 2022, l'Assemblée générale des Nations unies, qui exigeait une majorité des deux tiers, a adopté la résolution avec 143 pays votant pour, 5 contre et 35 abstentions.
La résolution a obtenu le plus grand nombre de voix parmi toutes les résolutions adoptées lors de la 11e session extraordinaire d'urgence de l'Assemblée générale, axée sur l'invasion russe de l'Ukraine. La résolution a également obtenu beaucoup plus de voix pour que la résolution 68/262 du 27 mars 2014 rejetant l'annexion de la Crimée. Ainsi, le résultat du vote sur la résolution ES 11/4 a dépassé les attentes les plus optimistes des sponsors occidentaux.
| Vote                            | Nombre | États | Pourcentage de voix | Pourcentage de membres |
| ------------------------------- | ------ | --- | ------------------- | ---------------------- |
| Pour                            | 143    | Afghanistan, Albania, Andorra, Angola, Antigua and Barbuda, Argentina, Australia, Austria, Bahamas, Bahrain, Bangladesh, Barbados, Belgium, Belize, Benin, Bhutan, Bosnia and Herzegovina, Botswana, Brazil, Brunei, Bulgaria, Cambodia, Canada, Cape Verde, Chad, Chile, Colombia, Comoros, Costa Rica, Côte d'Ivoire, Croatia, Cyprus, Czech Republic, Democratic Republic of the Congo, Denmark, Dominica, Dominican Republic, Ecuador, Egypt, Estonia, Fiji, Finland, France, Gabon, Gambia, Georgia, Germany, Ghana, Greece, Grenada, Guatemala, Guinea-Bissau, Guyana, Haiti, Hungary, Iceland, Indonesia, Iraq, Ireland, Israel, Italy, Jamaica, Japan, Jordan, Kenya, Kiribati, Kuwait, Latvia, Lebanon, Liberia, Libya, Liechtenstein, Lithuania, Luxembourg, Madagascar, Malawi, Malaysia, Maldives, Malta, Marshall Islands, Mauritania, Mauritius, Mexico, Micronesia, Moldova, Monaco, Montenegro, Morocco, Myanmar, Nauru, Nepal, Netherlands, New Zealand, Niger, Nigeria, North Macedonia, Norway, Oman, Palau, Panama, Papua New Guinea, Paraguay, Peru, Philippines, Poland, Portugal, Qatar, South Korea, Romania, Rwanda, Saint Kitts and Nevis, Saint Lucia, Saint Vincent and the Grenadines, Samoa, San Marino, Saudi Arabia, Senegal, Serbia, Seychelles, Sierra Leone, Singapore, Slovakia, Slovenia, Solomon Islands, Somalia, Spain, Suriname, Sweden, Switzerland, Timor-Leste, Tonga, Trinidad and Tobago, Tunisia, Turkey, Tuvalu, Ukraine, United Arab Emirates, United Kingdom, United States, Uruguay, Vanuatu, Yemen, Zambia | 78,14 %             | 74,09 %                |
| Contre                          | 5      | Biélorussie, Corée du Nord, Nicaragua, Syrie, Russie | 2,7 %               | 2,59 %                 |
| Abstention                      | 35     | Algeria, Armenia, Bolivia, Burundi, Central African Republic, China, Congo, Cuba, Eritrea, Eswatini, Ethiopia, Guinea, Honduras, India, Kazakhstan, Kyrgyzstan, Laos, Lesotho, Mali, Mongolia, Mozambique, Namibia, Pakistan, South Africa, South Sudan, Sri Lanka, Sudan, Tajikistan, Thailand, Togo, Uganda, Tanzania, Uzbekistan, Vietnam, Zimbabwe | 19,13 %             | 18,13 %                |
| Absence                         | 10     | Azerbaijan, Burkina Faso, Cameroon, Djibouti, El Salvador, Equatorial Guinea, Iran, São Tomé and Príncipe, Turkmenistan, Venezuela | –                   | 5,18 %                 |
| Total                           | 193    | – | 100 %               | 100 %                  |
| Source: A/ES-11/4 voting record |        | |                     |                        |

## Voir également
- Onzième session extraordinaire d'urgence de l'Assemblée générale des Nations unies
- Légalité de l’invasion russe de l’Ukraine en 2022
- Résolution 68/262 de l'Assemblée générale des Nations unies
- Résolution ES-11/1 de l'Assemblée générale des Nations unies
- Résolution ES-11/2 de l'Assemblée générale des Nations unies
- Résolution ES-11/3 de l'Assemblée générale des Nations unies
- Résolution ES-11/5 de l'Assemblée générale des Nations unies
- Résolution ES-11/6 de l'Assemblée générale des Nations unies
- Résolution de l'Assemblée générale des Nations unies A/RES/77/229
- Résolution de l'Assemblée générale des Nations unies
- Résolution 2623 du Conseil de sécurité des Nations unies

### Note
1. ↑  Venezuela was suspended from voting in the 76th session and the 11th emergency special session owing to its failure to pay dues in the previous two years, for which it did not receive a special waiver from the Assembly[14].